# Daisuke Nitta
Daisuke Nitta (新田 大介 Nitta Daisuke?), född 11 maj 1980 i Miyazaki prefektur, är en japansk före detta fotbollsspelare.
Nitta började sin karriär 1999 i Avispa Fukuoka. Efter Avispa Fukuoka spelade han för Shizuoka FC, Okinawa Kariyushi FC och SC Tottori. Han avslutade karriären 2005.